# Blatec (Rovensko pod Troskami)
Blatec (německy Blatetz) je malá vesnice, část města Rovensko pod Troskami v okrese Semily. Nachází se asi dva kilometry severozápadně od Rovenska pod Troskami.
Blatec leží v katastrálním území Štěpánovice u Rovenska pod Troskami o výměře 2,99 km².

## Historie
První písemná zmínka o vesnici pochází z roku 1375.

## Pamětihodnosti
- Socha svatého Jana Nepomuckého (kulturní památka)